# Metical
El metical (en portuguès metical, plural meticais) és la unitat monetària de Moçambic. El codi ISO 4217 és MZN (fins a l'1 de juliol del 2006 era MZM). Tradicionalment s'ha abreujat Mt, si bé a hores d'ara, amb la nova revaluació, s'acostuma a fer servir l'abreviació MTn (amb la "n" de novo). Se subdivideix en 100 centaus (centavos), fracció que últimament no s'utilitzava de feia temps, però que es va reintroduir en la revaluació de la moneda.

## Història
Es va introduir el 1980 en substitució de l'escut moçambiquès, a raó d'un metical per escut. Després de la revaloració del leu romanès de juliol del 2005, el metical va passar a ser durant un breu temps la unitat monetària de valor més baix del món. Posteriorment el dòlar zimbabwès va passar a encapçalar la llista a causa de la forta devaluació a què es va veure afectat.
Amb la revaloració experimentada l'1 de juliol del 2006, a raó de 1.000 antics meticals (MZM) per un de nou (MZN), ha deixat d'encapçalar les primeres posicions d'aquesta llista de monedes de baix valor.

## Monedes i bitllets
Emès pel Banc de Moçambic (Banco de Moçambique), en circulen monedes d'1, 5, 10, 20 i 50 centaus i d'1, 2, 5 i 10 meticals, i bitllets de 20, 50, 100, 200, 500 i 1.000 meticals.
Els bitllets i monedes anteriors (el valor més alt dels quals era el bitllet de 500.000 meticals) es podran bescanviar al banc central fins al 31 de desembre del 2012.

## Taxes de canvi
- 1 EUR = 32,8162 MZN (12 de juliol del 2006)
- 1 USD = 25,8100 MZN (12 de juliol del 2006)